# Jeckerpriset
Jeckerpriset (franska: Prix Jecker) är ett vetenskapspris som utdelas vart fjärde år av Académie des sciences för att uppmuntra unga forskare inom kemi. Det intiftades 1851 av Louis Jecker.

## Pristagare (i urval)
- Louis Pasteur (1861)
- Thomas Graham (1862)
- Paul Schützenberger (1872)
- Auguste Houzeau (1877)
- Auguste Béhal (1881 och 1900)
- Roberto Duarte Silva (1885)
- Charles Joseph Tanret (1895)
- Victor Auger (1896 och 1928)
- Daniel Berthelot (1898)
- Alphonse Buisine (1898)
- Albin Haller (1898)
- Jean-Baptiste Senderens (1905)
- Paul Sabatier (1905)
- Victor Grignard (1906)
- Charles Moureu (1907)
- Edmond Blaise (1907 och 1917)
- Marc Tiffeneau (1911 och 1923)
- Amand Valeur (1913)
- Ernest Fourneau (1919 och 1931)
- Charles Dufraisse (1925 och 1936)
- Raymond Cornubert (1939)
- Jacques-Émile Dubois (1965)